# Clarence G. Badger
Clarence Gay Badger, häufig fälschlicherweise auch als Clarence C. Badger geführt, (* 9. Juni 1880 in San Francisco, Vereinigte Staaten; † 17. Juni 1964 in Sydney, Australien) war ein US-amerikanischer Filmregisseur.

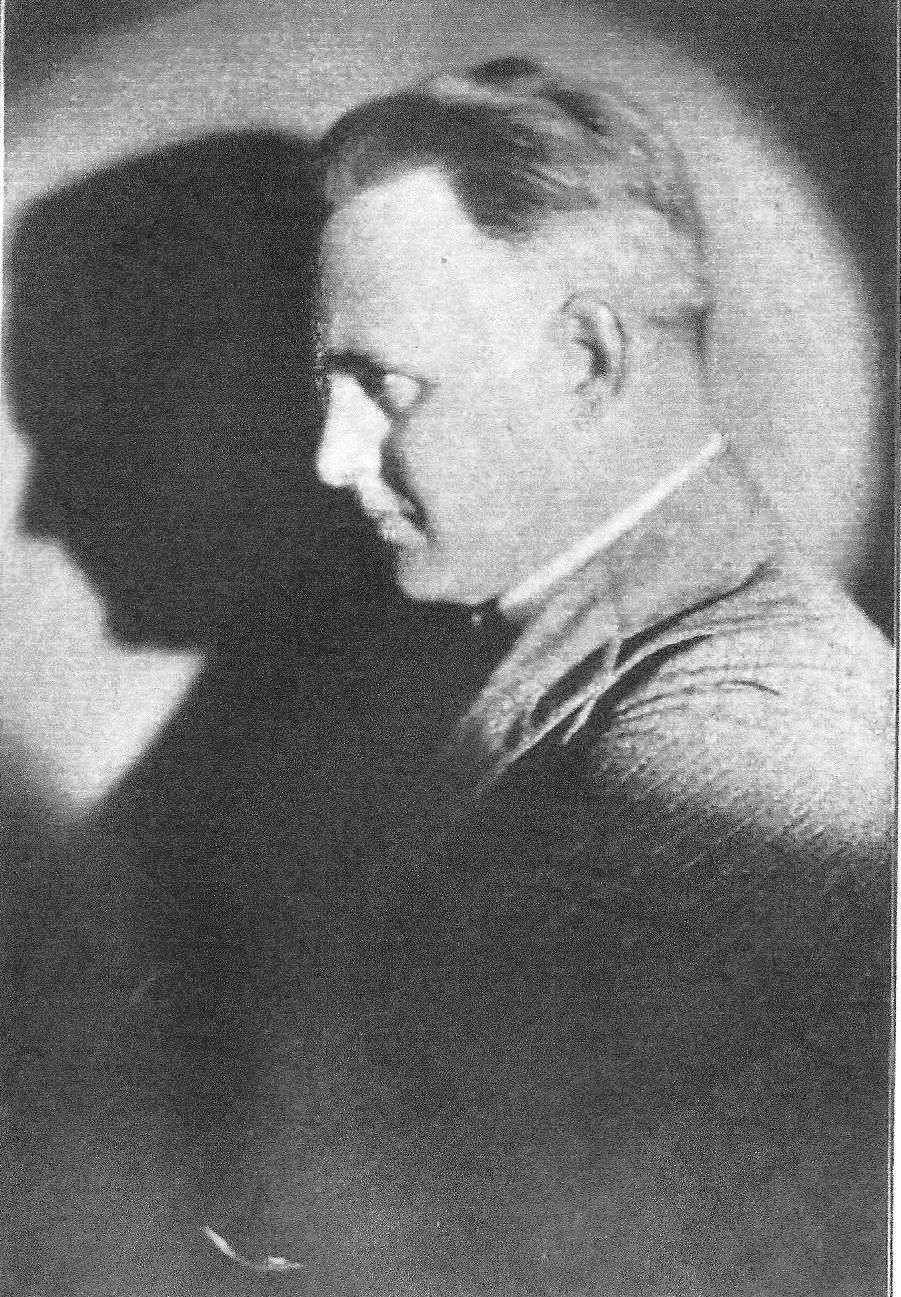
Clarence Badger (1920)

## Leben und Wirken
Badger hatte zur Jahrhundertwende am Polytechnischen Institut von Boston studiert und nebenbei, um sich seinen Lebensunterhalt zu verdienen, als freischaffender Künstler und für eine Zeitung gearbeitet. Der Nordkalifornier war bereits Mitte 30, als er am Vorabend des Ersten Weltkriegs zur Zelluloidbranche stieß und von der Triangle Film Corporation als so genannter Continuity-Autor den kurzen Stummfilmkomödien Mack Sennett zugeteilt wurde. Binnen eines Jahres rückte Badger zum Regisseur auf und inszenierte für die Firma humoristische Zweiakter, ohne jedoch dem überdrehten Slapstick-Inszenierungsstil Sennetts zu folgen. Bald fand Clarence Badger sein Zuhause in der romantischen Komödie. Seit 1918 im Dienst Samuel Goldwyns stehend, landete Badger seine ersten größeren Erfolge mit abendfüllenden Komödien, in denen Will Rogers die Hauptrollen spielten.
Seinen Karrierehöhepunkt erreichte der Mann aus San Francisco in den 1920er Jahren, als sich die Ära des Stummfilms dem Ende zuneigte. Dort gelangen Badger einige beachtliche Kassen- und bisweilen auch Kritikererfolge wie mit Das Mädel mit der Kamera (mit Bebe Daniels) sowie mit Vier Herren suchen Anschluß und Über'n Sonntag, lieber Schatz mit Badgers bevorzugter Darstellerin jener Zeit, Clara Bow. Die Bow hatte er unmittelbar zuvor als neuen Topstar in dem komödiantischen Sensationserfolg Das gewisse Etwas herausgestellt. Badger etablierte hier nicht nur die Bow als Flapper-Idol, sondern setzte hier ganz en passant auch noch den Begriff des „It-Girls“ durch. Beim Tonfilm konnte sich Badger hingegen nicht wirklich durchsetzen, und 1933 war seine Hollywood-Karriere nach einigen mäßig aufgenommenen Produktionen schließlich frühzeitig beendet. Er wanderte nach Australien aus und inszenierte dort noch zwei weitere Filme (1936 und 1941). Anschließend zog sich Clarence Gay Badger ins Privatleben zurück.

## Filmografie

### Regisseur
- 1914: The Tribunal of Conscience (Kurzfilm)
- 1916: A Social Cub (Kurzfilm)
- 1916: The Danger Girl (Kurzfilm)
- 1916: Haystacks and Steeples (Kurzfilm)
- 1916: The Nick of Time Baby (Kurzfilm)
- 1917: Teddy at the Throttle (Kurzfilm)
- 1917: Whose Baby? (Kurzfilm)
- 1917: The Sultan's Wife (Kurzfilm)
- 1917: The Pullman Bride (Kurzfilm)
- 1918: The Floor Below
- 1918: The Venus Model
- 1918: Friend Husband
- 1918: The Kingdom of Youth
- 1918: A Perfect Lady
- 1919: Day Dreams
- 1919: Sis Hopkins
- 1919: Daughter of Mine
- 1919: Leave It to Susan
- 1919: Through the Wrong Door
- 1919: Strictly Confidential
- 1919: Almost a Husband
- 1919: Jubilo
- 1920: Water, Water, Everywhere
- 1920: The Strange Boarder
- 1920: Jes’ Call Me Jim
- 1920: The Man Who Lost Himself
- 1920: Cupid the Cowpuncher
- 1920: Honest Hutch
- 1921: Guile of Women
- 1921: Boys Will Be Boys
- 1921: An Unwilling Hero
- 1921: Doubling for Romeo
- 1921: A Poor Relation
- 1922: Don’t Get Personal
- 1922: The Dangerous Little Demon
- 1922: Im Wirbel der Fluten (Quincy Adams Sawyer)
- 1923: Your Friend and Mine
- 1923: Potash and Perlmutter
- 1923: D-Zug des Grauens (Red Lights)
- 1924: Der Sumpfengel (Painted People)
- 1924: Die Frau, die betrogen wurde (The Shooting of Dan McGrew)
- 1924: One Night in Rome
- 1925: New Lives for Old
- 1925: Eve’s Secret
- 1925: Das verschwundene Brillantencollier (Paths to Paradise)
- 1925: The Golden Princess
- 1926: Hands Up!
- 1926: Miss Brewster’s Millions
- 1926: The Rainmaker
- 1926: The Campus Flirt
- 1927: Das gewisse Etwas (It)
- 1927: A Kiss in a Taxi
- 1927: Senorita
- 1927: 1000 PS (Man Power)
- 1927: Die Rekord- und Herzensbrecherin (Swim Girl, Swim)
- 1927: Die Tochter des Scheichs (She’s a Sheik)
- 1928: Vier Herren suchen Anschluß (Red Hair)
- 1928: The Fifty-Fifty Girl
- 1928: Das Mädel mit der Kamera (Hot News)
- 1928: Über’n Sonntag, lieber Schatz (Three Week-Ends)
- 1929: Paris
- 1930: No, No, Nanette
- 1930: Murder Will Out
- 1930: Sweethearts and Wives
- 1930: The Bad Man
- 1931: The Hot Heiress
- 1931: Woman Hungry
- 1931: Party Husband
- 1933: When Strangers Marry
- 1936: Rangle River
- 1941: That Certain Something (auch Drehbuch)

### Filmproduzent
- 1927: Das gewisse Etwas (It)
- 1927: Die Tochter des Scheichs (She’s a Sheik)
- 1928: Vier Herren suchen Anschluß (Red Hair)
- 1936: Rangle River